# Palazzo Civico (Cagliari)
Palazzo Civico, noto anche come Palazzo Bacaredda, è la sede comunale del capoluogo sardo. L'edificio monumentale sorge nella parte bassa del quartiere Stampace, in via Roma.

## Storia
Sino alla fine del XIX secolo la sede comunale di Cagliari si trovava in Castello, nel palazzo di Città situato in piazza Palazzo.
Una riunione del consiglio comunale presieduto dal sindaco Ottone Bacaredda, in data 14 dicembre 1896, decretò il trasferimento del comune dall'antica alla nuova sede, ancora da costruirsi sulla via Roma, nell'area antistante il porto. Una volta scelto il progetto dopo un concorso nazionale, si procedette alla posa della prima pietra, il 14 aprile 1899 alla presenza del re Umberto I e della regina Margherita di Savoia. Il palazzo venne inaugurato nel 1907.
L'edificio non venne risparmiato dai bombardamenti del 1943, in seguito ai quali riportò gravi danni. Le opere di ricostruzione durarono dal 1946 al 1953.

## Descrizione

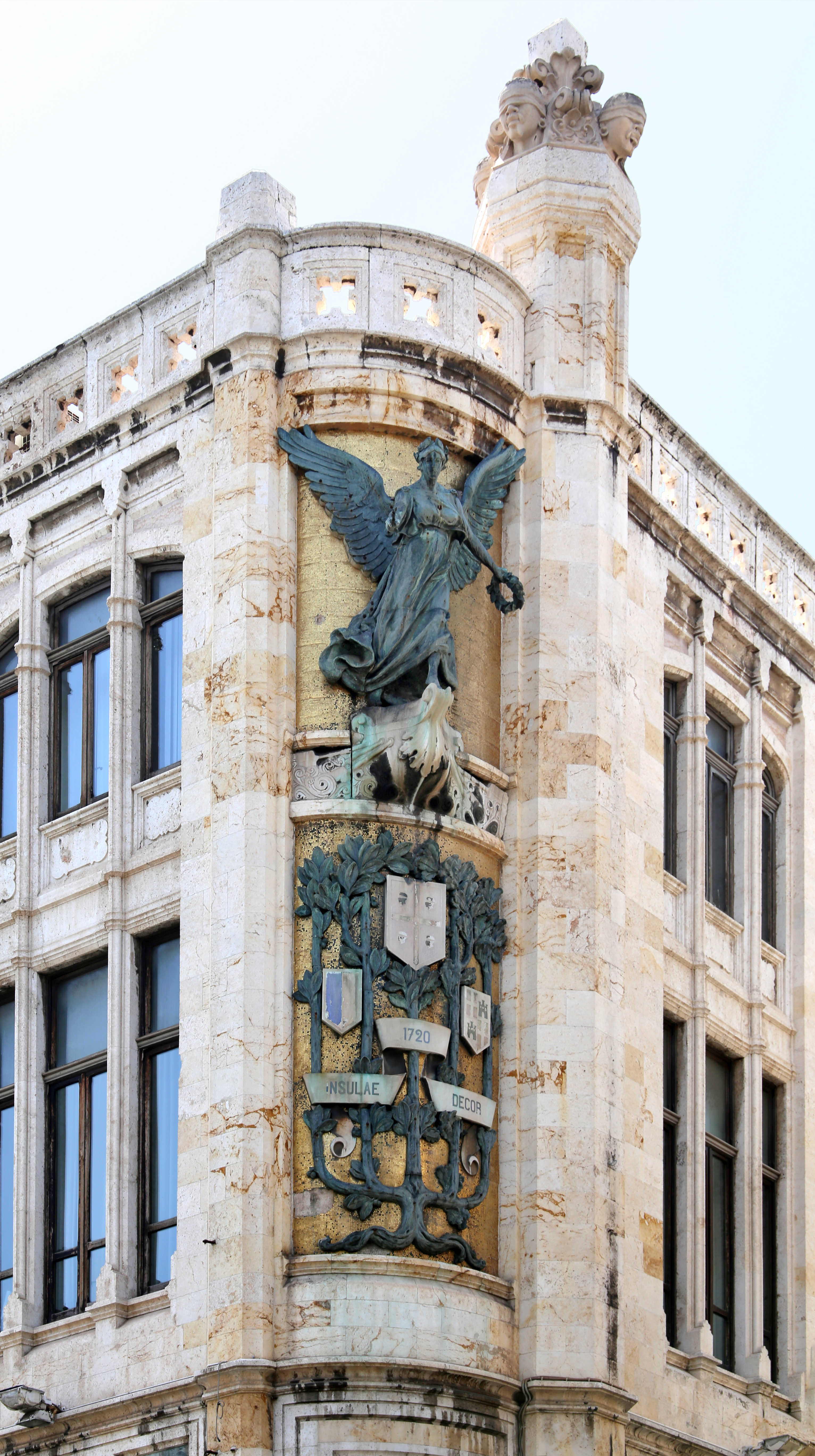
Decorazione sull'angolo laterale dell'edificio

Il progetto del palazzo civico fu elaborato nello studio dell'architetto Crescentino Caselli dall'ingegnere torinese Annibale Rigotti. Il palazzo occupa un'area delimitata dalla via Roma, in cui si apre l'ingresso principale, il largo Carlo Felice, la via Crispi e la via Angioi. Lo stile artistico - architettonico dell'edificio, realizzato in pietraforte, una pietra calcarea chiara, è dato dalla rielaborazione di modelli appartenenti al gotico-catalano, con l'aggiunta di decori in stile Liberty.

### Esterno

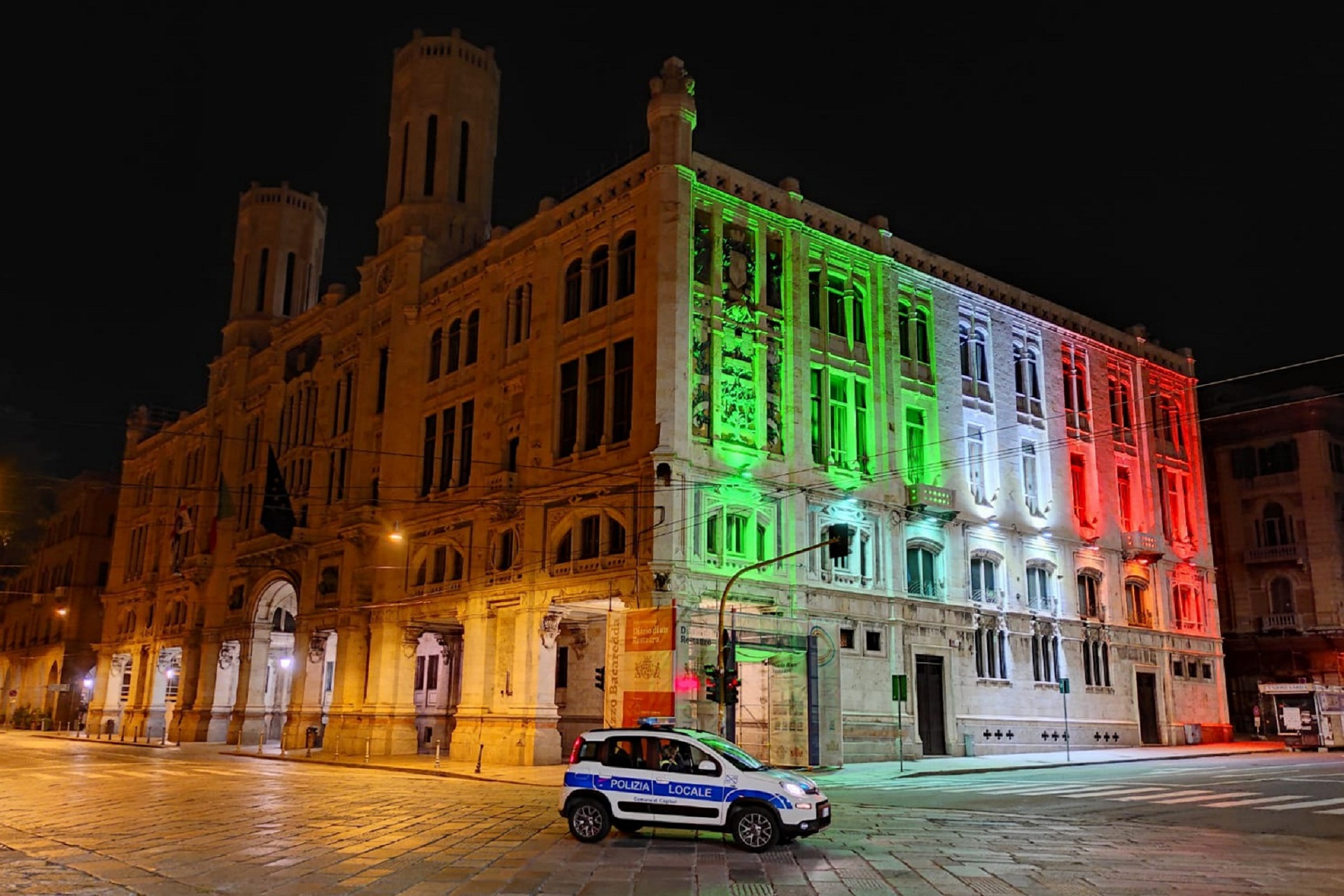
Vista notturna del palazzo illuminato con il tricolore italiano

La facciata principale si caratterizza per la presenza del porticato, allineato agli altri portici della via Roma, dotato di sette arcate, più quella centrale, alta nove metri, tramite la quale si accede al cortile interno del palazzo. Sulla sommità della facciata dominano due torrette ottagonali, alte, dal piano stradale, trentotto metri, mentre agli angoli dell'edificio svettano quattro piccoli obelischi, decorati alla base con le teste scolpite dei Quattro mori bendati. Numerose decorazioni bronzee ornano i prospetti, tra le quali un'aquila, che regge lo stemma della città, e due leoni sulla facciata principale e le rappresentazioni allegoriche de L'Agricoltura, Il Commercio e L'industria, le ultime due realizzate ad altorilievo su mosaico d'oro, mentre L'Agricoltura, collocata nell'angolo che si affaccia tra il largo Carlo Felice e la via Crispi, è realizzata a tutto tondo e rappresentata come una Nike alata. Le opere bronzee sono di Andrea Valli.

### Interno

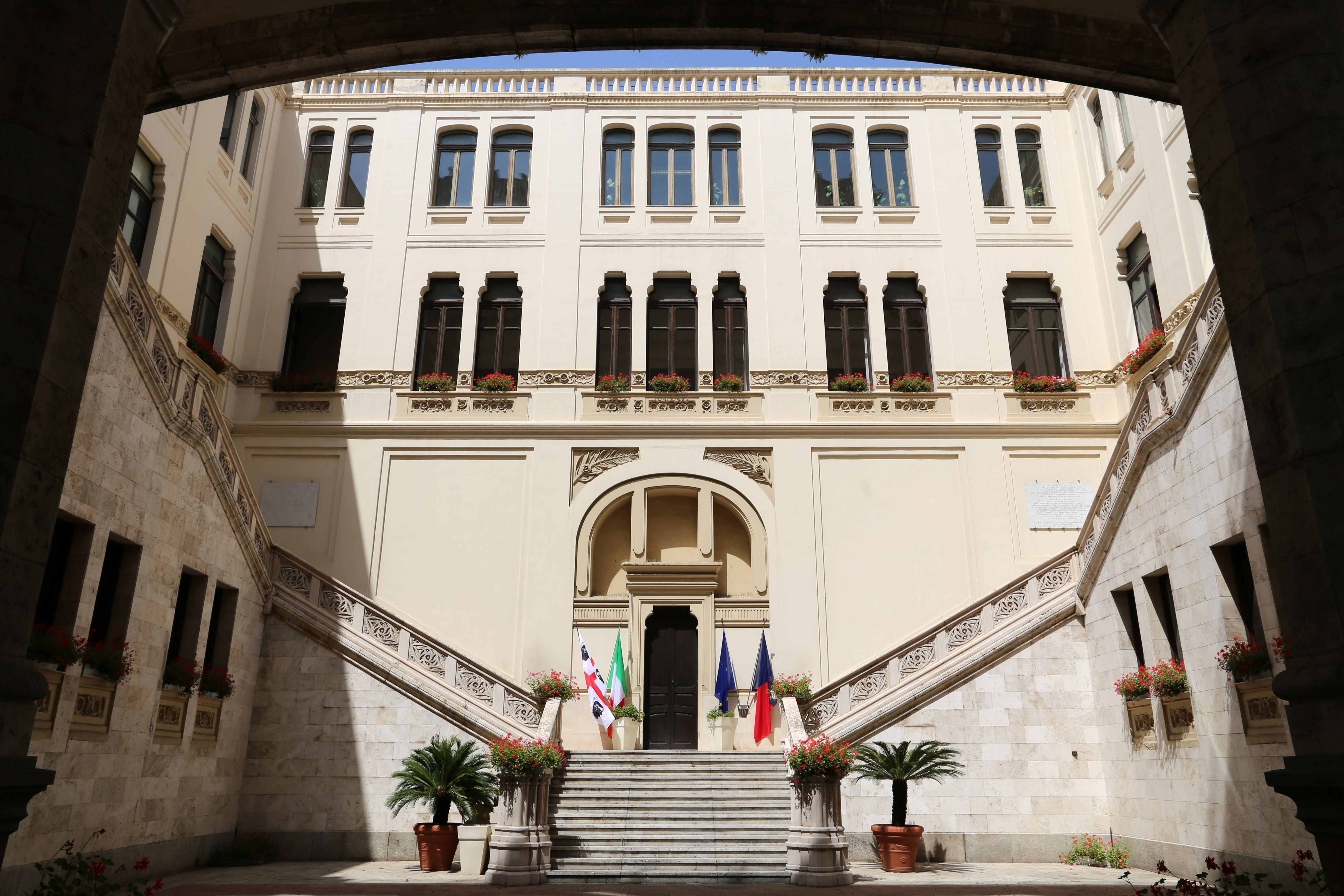
Il cortile interno

Dal cortile interno, tramite una scalinata, che si biforca in due rampe dal primo pianerottolo, si sale ai piani superiori. Il cortile, secondo l'originale progetto era coperto da una volta in ferro e vetri, distrutta durante i bombardamenti.
Nella Sala del Consiglio, che in seguito ai bombardamenti perse le decorazioni in stucco e gli arredi lignei (tra cui il Gabinetto dell'assessore di servizio del pittore Antonio Ghisu), si trovano tre imponenti tele di Filippo Figari, realizzate tra il 1916 e il 1924, che rappresentano rispettivamente Il vicario di Pisa con l'arcivescovo di Cagliari, Vittorio Amedeo II di Savoia e un Gruppo di mori inginocchiati.
La vicina Sala della Giunta ospita il Gonfalone, con appuntate la medaglia al valor militare e una medaglia apposta da Papa Paolo VI nel 1970 in occasione della sua visita alla città, oltre a diverse opere d'arte, come alcune tele del Marghinotti e soprattutto il retablo detto dei Consiglieri (XVI secolo), opera di Pietro Cavaro. La Sala dei Matrimoni ospita la tela del Figari, che corre lungo la parte superiore delle pareti, con raffigurazioni sul tema del matrimonio in Sardegna, e interessanti arredi lignei, esempi di artigianato sardo. Nella sala, all'interno di teche, sono custoditi gioielli, reperti archeologici e il simulacro seicentesco in creta rappresentante sant'Agostino giacente; tale statua il 28 agosto, giorno della festa del santo, viene portata processionalmente alla vicina chiesa della Marina a lui dedicata.
Nella Sala del Sindaco si trova un grande arazzo fiammingo, opera realizzata nel 1620 da Franciscus Spierink. Infine, nella Sala Sabauda, si conservano tre tele del Marghinotti; due sono i ritratti ufficiali di Carlo Alberto e di Vittorio Emanuele II di Savoia, la terza, più grande, raffigura l'arrivo di Carlo Alberto a Cagliari nel 1840.